# Conjunto Habitacional dos Tijolinhos
O Conjunto Habitacional dos Tijolinhos é um complexo de condomínios situado no bairro da Praia da Bandeira, na Zona Norte da cidade do Rio de Janeiro. É composto pelos seguintes condomínios que somam cerca de 1.350 apartamentos: Aerobita, Altinópolis, Arco-íris, Brisa Mar, Morada da Ilha, Recanto Feliz, Solar da Ilha do Governador e Verdes Mares.
O conjunto possui em seu interior uma praça denominada Praça União Comunitária. Em novembro de 2019, o logradouro recebeu a 41ª edição do programa "Cuidar da Cidade", da Prefeitura da Cidade do Rio de Janeiro, criado com o objetivo de realizar ações de zeladoria para diversas regiões da cidade do Rio de Janeiro e que consiste em um mutirão que reúne diversos órgãos e secretarias municipais para ações pontuais em bairros ou ruas. Foram realizadas, dentre outras ações, poda de árvores, remoção de entulho e troca de lâmpadas e de lixeiras.